# Planinska koča
Planinska koča je planinski objekt v gorah, ki služi obiskovalcem gora kot prostor za počitek po prehojeni poti, za prenočišče, ponuja tudi hrano in pijačo. Pogosto je tudi obveščevalna točka Gorske reševalne službe – GRS. Na območju Slovenije je 176 planinskih domov, koč, zavetišč in bivakov, ki jih upravljajo planinska društva. Naziv podeljuje in odvzema Upravni odbor Planinske zveze Slovenije na predlog Gospodarske komisije v skladu s pravilnikom.
Planinske koče dajejo obiskovalcem potrebna obvestila in poslujejo po načelih dobrega gospodarjenja ter po predpisih in splošnih aktih člana PZS, če njihovo delovanje ni urejeno s posebnimi predpisi.

## Kategorije in upravljanje
Za upravljanje planinske koče sta odgovorna oskrbnik koče in gospodar Planinskega društva. Poleg oskrbnika mora biti v koči tudi ustrezno število usposobljenih delavcev.
Planinske koče in domovi se delijo na tri kategorije od I. do III. in so glede na lokacijo:
- I. (visokogorske)
- II. (sredogorske) in
- III. (nižinske koče).

## Storitve
Glede na velikost objekta in dostopnost, ima koča kuhinjo in jedilnico v kateri je pogosto peč v pritličju, v zgornjem nadstropju pa ležišča (skupna, v večjih kočah tudi sobe). Sanitarije so bodisi v objektu bodisi zunaj njega. Za odplake je poskrbljeno bodisi z biloškimi čistilnimi napravami ali suhimi stranišči, marsikje pa za to poskrbi narava, kar predstavlja predvsem v kraškem svetu velik okoljski problem. Oskrba z vodo je običajno kapnica, redko ima koča svoje vodno zajetje, za elektriko skrbi agregat na nafto, v novejšem času vse bolj tudi sončna in vetrna energija. Peč za ogrevanje se kuri na drva.

## Dostopnost
Dostopnost do planinskih koč je razvidna iz planinskih kart. Dostop do planinske koče traja več kot eno uro, če je višinska razlika med izhodiščem in kočo več kot 300 m ali vodoravna razdalja več kot 4 km.

## Zgodovina
Najstarejša planinska koča v Sloveniji je Koča na Klemenči jami (1208 m) na Klemenškovi planini pod severnim ostenjem Krofičke nad Logarsko dolino. Kočo so leta 1954 uredili solčavski planinci iz stare pastirske koče, ki je bila zgrajena leta 1832.
Prva planinska koča je bila triglavska koča na Podih pod Triglavom, ki sta jo leta 1871 zgradila Jože in Lovrenc Škantar iz Srednje vasi pri Bohinju. Denar zanjo so zbrali ljubiteljski planinci. Obratovala je 5 let, nakar je bila neuporabna.
Prvi dve koči, ki jih je zgradilo Slovensko planinsko društvo, ustanovljeno leta 1893, sta bili Orožnova koča na planini Za Liscem pod Črno prstjo, odprta 15. julija 1894, in Kocbekova koča na Molički planini, odprt 16. avgusta 1894.

## Vir
- Jože Dobnik: Vodnik po planinskih postojankah v Sloveniji, Planinska založba Slovenije, Ljubljana 1989, 182
- Zakon o gostinstvu (Ur.l. RS, št. 4/06 UPB)
- Pravilnik o minimalnih tehničnih pogojih, ki se nanašajo na poslovne prostore, opremo in naprave ter o pogojih glede minimalnih storitev v posameznih vrstah gostinskih obratov, pri sobodajalcih in na kmetijah, (Ur.l. RS, 88/2000 - 43. člen)
- Pravilnik o upravljanju in poslovanju planinskih koč, PZS